# Danko Jones (zpěvák)
Danko Jones, vlastním jménem Rishi James Ganjoo (* 1972, Scarborough, Ontario, Kanada) je kanadský rockový zpěvák, kytarista a skladatel s indickými kořeny, který je hlavním zpěvákem a kytaristou stejnojmenného hard rockového tria založeného v roce 1996. Taktéž přispívá jako hudební žurnalista pro časopisy The Huffington Post, Close-Up Magazine, Rock Zone Magazine a Burning Guitars.

## Životopis
Narodil se a vyrůstal ve Scarborough (v současnosti část města Toronto) na žánrech metal a punk rock. Pochází z akademické rodiny a jeho otec pochází z Nového Dillí. V šesti letech hrál poprvé na akustickou kytaru a později, když se začal věnovat rocku, dostal na Vánoce novou elektrickou kytaru. V roce 1991 absolvoval katolickou školu De La Salle College v Torontu. Po absolvovaní pokračoval ve filmových studiích a v třídě world music Trichyho Sankarana na York University. Po dostudování si vydělával prací v sex shopu, později zahájil kariéru ve své první hudební formaci, původním duu a pozdějším triu Dapper Dan Trio, kde působil spolu s Paulem Ziraldem. Trio ale nevydrželo dlouho. Po něm následovala jeho další skupina, post-hardcorové trio Horshack. Později se znovu spojil s Paulem Ziraldem a mezi lety 1994 a 1995 založili hudební skupinu The Violent Brothers aktivní jenom rok, kde Danko vystupoval pod pseudonymem Cruz Control. Jeho stejnojmenná skupina, kterou založil spolu s Johnem Calabresem a Michaelem Caricarim v roce 1996.
Skupina Danko Jones vydala několik EP a alb po celém světe a byla nominována na 4 ceny Juno.
V Evropě hrají na největších festivalech a dvakrát byl Danko pozván na pódium zpívat se skupinou Motörhead. Též hostí syndikovanou rozhlasovou relaci s názvem The Magical World of Rock a píše sloupce pro čtyři evropské rockové časopisy.
V roce 2004 vydal vyprávěné album. 
Zahrál si i v krátkých filmech Full of Regret (2010), Had Enough (2010) a I Think Bad Thoughts (2011), které se spojili do krátkého filmu The Ballad of Danko Jones (2012). Film The Ballad of Danko Jones byl zas součástí DVD Bring on the Mountain.
V roce 2017 založil spolu s Johnem Calabresem, Jussim Lehtisalem a Tomim Leppänenem skupinu Iron Magazine.
12. června 2018 byla publikovaná jeho autobiografická kniha I’ve Got Something to Say.

## Diskografie

### Se skupinou The Violent Brothers
- The Violent Brothers (1995)

### Se skupinou Danko Jones

#### Studiová alba
- Born a Lion (2002)
- We Sweat Blood (2003)
- Sleep Is the Enemy (2006)
- Never Too Loud (2008)
- Bellow the Belt (2010)
- Rock and Roll Is Black and Blue (2012)
- Fire Music (2015)
- Wild Cat (2017)
- A Rock Supreme (2019)

#### EP
- Danko Jones (1998)
- Gun Girl (1999)
- My Love Is Bold (1999)
- Mouth to Mouth (2011)

#### Kompilace
- I'm Alive and On Fire (2001)
- B-Sides (2009)
- This Is Danko Jones (2009)
- Garage Rock! - A Collection of Lost Songs from 1996 - 1998 (2014)
- Danko Jones (2015)

#### Koncertní alba
- Live At Wacken (2016)

### Se skupinou Iron Magazine

#### EP
- Queen of Hell (2017)

### Jako hostující zpěvák a textař
- 2003: „I Gotta Calm“ od skupiny Removal
- 2007: „Couple Suicide“ od skupiny Annihilator (feat. Angela Gossow & Danko Jones)
- 2013: „Wrapped“ od skupiny Annihilator
- 2014: „I Can't Relax“, „Lycanthrope“ a „Jasmine Cyanide“ od Martyho Friedmana
- 2017: „Black Rose“ od skupiny Volbeat
- 2019: „Wild Boy“ od skupiny Romano Nervoso

### Jako sólový umělec
- The Magical World of Rock (2004)

## Videografie
- Sleep Is the Enemy - Live in Stockholm (2006)
- Bring on the Mountain (2012)
- Live at Wacken (2016)

## Filmografie
- Full of Regret (2010)
- Had Enough (2010)
- I Think Bad Thoughts (2011)
- Bring on the Mountain (2012)
- The Ballad of Danko Jones (2012)

## Knihy
- I’ve Got Something to Say (2018)